# Odilon-Jean Périer
Jean Albert Périer (Brussel, 9 maart 1901 - aldaar, 22 februari 1928) was een Belgisch dichter.

## Biografie

### Familie
Odilon-Jean Périer werd geboren als Jean Périer, maar koos het pseudoniem Odilon-Jean Périer om verwarring met de Franse acteur en zanger Jean Périer te voorkomen. Hij was een zoon van Gaston Périer, advocaat en bankier, en Jeanne Thys. Zijn grootvader was Albert Thys en zijn overgrootvader Cornelis Hendrik Boudewijn Boot. Na het overlijden van zijn moeder in 1921 hertrouwde zijn vader met een dochter van Lucien Graux. Zijn broer Gilbert Périer was voorzitter van Sabena.
Hij trouwde in 1923 in Elsene met Laure Féron (°1895), dochter van Maurice Féron, advocaat, volksvertegenwoordiger en senator, en kleindochter van Émile Féron. Ze kregen een zoon. Zijn weduwe hertrouwde in 1932 met Auguste-Sidoine Gérard, bestuurder van koloniale ondernemingen van de Société générale de Belgique.

### Dichter
Périer liep school aan het Koninklijk Atheneum van Elsene en studeerde rechten aan de Université libre de Bruxelles. Hij raakte bevriend met Franz Hellens van het avant-garde tijdschrift Le Disque vert, en met de jonge Henri Michaux, die zijn jeugd in dezelfde Defacqzstraat woonde. Hij kwam ook in contact met de Brusselse surrealisten, met name de animatoren van het tijdschrift Correspondance, geleid door onder meer Paul Nougé, Camille Goemans, André Souris..
Als dichter van de eenvoudige en alledaagse realiteiten, diep verliefd op de stad Brussel, schreef hij ook een dadaïstische roman, Le Passage des anges (1926), waarvan het thema lijkt te zijn gebruikt in Les Ailes du désir van Wim Wenders, evenals het toneelstuk Les Indifférents (1925). Hij was ook een getalenteerde schilder en tekenaar.
Hij stierf op 26-jarige leeftijd aan een reumatische pericarditis, zonder zijn zoon te hebben gekend. Een fontein werd ter ere van hem opgericht aan de Louizalaan in Brussel.